# シャーロット・サルウェイ
シャーロット・サルウェイ・タビマスマス（英: Charlot Salwai Tabimasmas、1963年4月24日 - ）は、バヌアツの政治家、元会計士。同国首相を2期（2016-2020、2023-2025）務めた。与党・変化への再統一運動の党首も務める。
2023年10月6日に1カ月で首相職を解任させられたサトー・キルマンの後任として、2度目の首相の座に就いた。
10代の頃に初めてフランス語を学んだ。技術教育証明書を取得するためにヌーメアの高等学校で学業に励んだ。サルウェイは2012年から1年間、貿易産業大臣や土地天然資源大臣、教育大臣、財務経済管理大臣、内務大臣を歴任してきた。
2016年2月11日、彼は2016年バヌアツ総選挙でバヌアツの首相に選出された。2016年8月では自身の与党党首に再選を果たす。2016年11月下旬、サルワイは不信任決議を提出されたものの否決となり、議員達の対立が深まるようになった。在職中はオーストラリアなどの西側諸国より中国との関係を重視し、中国企業から数々の資金援助を受けた。
首相退任直後のサルウェイは2020年8月に元閣僚のマタイ・セレマイアとジェローム・ルドヴァーン、トム・コーと共に動議に署名した国会議員を買収したという申し立てで、贈収賄と汚職の容疑で最高裁判所に提訴された。2020年11月23日から裁判が開始し、10件の贈収賄と汚職で起訴された。同年12月8日に贈収賄については無罪となる。2020年12月16日にサルウェイは偽証罪で有罪判決を受け、後に執行猶予付きの判決を下された。2021年9月にバヌアツのタリス・オベド・モーゼス大統領によって恩赦され、公職に立候補する資格を回復した。2025年1月16日の総選挙にて第1党となったバヌアツ指導者党のジョサム・ナパットが2月11日に議会で新首相に選出され、サルウェイは退任した。